# Adelobotrys macrantha
Adelobotrys macrantha är en tvåhjärtbladig växtart som beskrevs av Henry Allan Gleason. Adelobotrys macrantha ingår i släktet Adelobotrys och familjen Melastomataceae. Inga underarter finns listade i Catalogue of Life.